# Hassel (Luxembourg)
Pour les articles homonymes, voir Hassel.
Hassel (en luxembourgeois : Haassel  est une section de la commune luxembourgeoise de Weiler-la-Tour située dans le canton de Luxembourg.
C'est le centre administratif de la commune.